# Campeonato Europeu de Halterofilismo de 1974
O 53º Campeonato Europeu de Halterofilismo foi organizado pela Federação Europeia de Halterofilismo em Verona, na Itália entre 27 a 6 de junho de 1974. Foram disputadas 9 categorias com a presença de 162 halterofilistas de 26 nacionalidades.

## Medalhistas
| Evento                       | Ouro                                 | Ouro              | Prata                                | Prata             | Bronze                               | Bronze            |
| Mosca (até 52 kg)            | Mosca (até 52 kg)                    | Mosca (até 52 kg) | Mosca (até 52 kg)                    | Mosca (até 52 kg) | Mosca (até 52 kg)                    | Mosca (até 52 kg) |
| ---------------------------- | ------------------------------------ | ----------------- | ------------------------------------ | ----------------- | ------------------------------------ | ----------------- |
| Arranque                     | Mustafa Mustafov · Bulgária          | 100,0 kg          | György Kőszegi · Hungria             | 97,5 kg           | Zygmunt Smalcerz · Polónia           | 97,5 kg           |
| Arremesso                    | Zygmunt Smalcerz · Polónia           | 132,5 kg          | Lajos Szűcs · Hungria                | 130,0 kg          | Mustafa Mustafov · Bulgária          | 127,5 kg          |
| Total                        | Zygmunt Smalcerz · Polónia           | 230,0 kg          | Lajos Szűcs · Hungria                | 227,5 kg          | Mustafa Mustafov · Bulgária          | 227,5 kg          |
| Galo (até 56 kg)             |                                      |                   |                                      |                   |                                      |                   |
| Arranque                     | Vladimir Anikin · União Soviética    | 110,0 kg          | Atanas Kirov · Bulgária              | 110,0 kg          | Włodzimierz Jakub · Polónia          | 107,5 kg          |
| Arremesso                    | Atanas Kirov · Bulgária              | 147,5 kg          | Karel Prohl · Tchecoslováquia        | 140,0 kg          | Vladimir Anikin · União Soviética    | 137,5 kg          |
| Total                        | Atanas Kirov · Bulgária              | 257,5 kg          | Vladimir Anikin · União Soviética    | 247,5 kg          | Karel Prohl · Tchecoslováquia        | 245,0 kg          |
| Pena (até 60 kg)             |                                      |                   |                                      |                   |                                      |                   |
| Arranque                     | Georgi Todorov · Bulgária            | 120,0 kg          | János Benedek · Hungria              | 120,0 kg          | Dito Shanidze · União Soviética      | 120,0 kg          |
| Arremesso                    | Georgi Todorov · Bulgária            | 152,5 kg          | Dito Shanidze · União Soviética      | 152,5 kg          | Norair Nurikyan · Bulgária           | 150,0 kg          |
| Total                        | Georgi Todorov · Bulgária            | 272,5 kg          | Dito Shanidze · União Soviética      | 272,5 kg          | Norair Nurikyan · Bulgária           | 265,0 kg          |
| Leve (até 67,5 kg)           |                                      |                   |                                      |                   |                                      |                   |
| Arranque                     | Zbigniew Kaczmarek · Polónia         | 132,5 kg          | Mukharby Kirzhinov · União Soviética | 127,5 kg          | Walter Legel · Áustria               | 125,0 kg          |
| Arremesso                    | Mukharby Kirzhinov · União Soviética | 172,5 kg          | Zbigniew Kaczmarek · Polónia         | 165,0 kg          | Henryk Rum · Polónia                 | 160,0 kg          |
| Total                        | Mukharby Kirzhinov · União Soviética | 300,0 kg          | Zbigniew Kaczmarek · Polónia         | 297,5 kg          | Walter Legel · Áustria               | 280,0 kg          |
| Médio (até 75 kg)            |                                      |                   |                                      |                   |                                      |                   |
| Arranque                     | Nedelcho Kolev · Bulgária            | 152,5 kg          | Peter Wenzel · Alemanha Oriental     | 145,0 kg          | András Stark · Hungria               | 142,5 kg          |
| Arremesso                    | Nedelcho Kolev · Bulgária            | 187,5 kg          | Viktor Kurentsov · União Soviética   | 185,0 kg          | Peter Wenzel · Alemanha Oriental     | 182,5 kg          |
| Total                        | Nedelcho Kolev · Bulgária            | 340,0 kg          | Peter Wenzel · Alemanha Oriental     | 327,5 kg          | Viktor Kurentsov · União Soviética   | 325,0 kg          |
| Pesado-ligeiro (até 82,5 kg) |                                      |                   |                                      |                   |                                      |                   |
| Arranque                     | Vladimir Ryzhenkov · União Soviética | 160,0 kg          | Rumen Rusev · Bulgária               | 157,5 kg          | Trendafil Stoychev · Bulgária        | 152,5 kg          |
| Arremesso                    | Vladimir Ryzhenkov · União Soviética | 197,5 kg          | Trendafil Stoychev · Bulgária        | 195,0 kg          | Rumen Rusev · Bulgária               | 187,5 kg          |
| Total                        | Vladimir Ryzhenkov · União Soviética | 357,5 kg          | Trendafil Stoychev · Bulgária        | 347,5 kg          | Rumen Rusev · Bulgária               | 345,0 kg          |
| Meio-pesado (até 90 kg)      |                                      |                   |                                      |                   |                                      |                   |
| Arranque                     | Andon Nikolov · Bulgária             | 175,0 kg          | David Rigert · União Soviética       | 172,5 kg          | Sergey Poltoratsky · União Soviética | 162,5 kg          |
| Arremesso                    | David Rigert · União Soviética       | 212,5 kg          | Andon Nikolov · Bulgária             | 210,0 kg          | Peter Petzold · Alemanha Oriental    | 200,0 kg          |
| Total                        | David Rigert · União Soviética       | 385,0 kg          | Andon Nikolov · Bulgária             | 385,0 kg          | Sergey Poltoratsky · União Soviética | 362,5 kg          |
| Pesado (até 110 kg)          |                                      |                   |                                      |                   |                                      |                   |
| Arranque                     | Valentin Hristov · Bulgária          | 167,5 kg          | Jürgen Ciezki · Alemanha Oriental    | 165,0 kg          | Valery Ustyuzhin · União Soviética   | 162,5 kg          |
| Arremesso                    | Valery Ustyuzhin · União Soviética   | 227,5 kg          | Valentin Hristov · Bulgária          | 220,0 kg          | Jürgen Ciezki · Alemanha Oriental    | 205,0 kg          |
| Total                        | Valery Ustyuzhin · União Soviética   | 390,0 kg          | Valentin Hristov · Bulgária          | 387,5 kg          | Jürgen Ciezki · Alemanha Oriental    | 370,0 kg          |
| Super pesado (+ 110 kg)      |                                      |                   |                                      |                   |                                      |                   |
| Arranque                     | Vasily Alekseyev · União Soviética   | 187,5 kg          | Serge Reding · Bélgica               | 175,0 kg          | Gerd Bonk · Alemanha Oriental        | 167,5 kg          |
| Arremesso                    | Gerd Bonk · Alemanha Oriental        | 235,0 kg          | Vasily Alekseyev · União Soviética   | 235,0 kg          | Serge Reding · Bélgica               | 225,0 kg          |
| Total                        | Vasily Alekseyev · União Soviética   | 422,5 kg          | Gerd Bonk · Alemanha Oriental        | 402,5 kg          | Serge Reding · Bélgica               | 400,0 kg          |

## Quadro de medalhas
Quadro de medalhas no total combinado
| Ordem | País              | Medalha de ouro | Medalha de prata | Medalha de bronze | Total |
| ----- | ----------------- | --------------- | ---------------- | ----------------- | ----- |
| 1     | União Soviética   | 5               | 2                | 2                 | 9     |
| 2     | Bulgária          | 3               | 3                | 3                 | 9     |
| 3     | Polónia           | 1               | 1                | 0                 | 2     |
| 4     | Alemanha Oriental | 0               | 2                | 1                 | 3     |
| 5     | Hungria           | 0               | 1                | 0                 | 1     |
| 6     | Áustria           | 0               | 0                | 1                 | 1     |
| 6     | Bélgica           | 0               | 0                | 1                 | 1     |
| 6     | Tchecoslováquia   | 0               | 0                | 1                 | 1     |
| Total | Total             | 9               | 9                | 9                 | 27    |